# Santuario della Beata Vergine della Consolazione
Santuario della Beata Vergine della Consolazione  är en kyrkobyggnad i San Marino. Den tillhör San Marino-Montefeltros romersk-katolska stift. Den byggdes 1964 och invigdes 1967.